# Delomerista japonica
Delomerista japonica là một loài tò vò trong họ Ichneumonidae.